# Delta volcànic

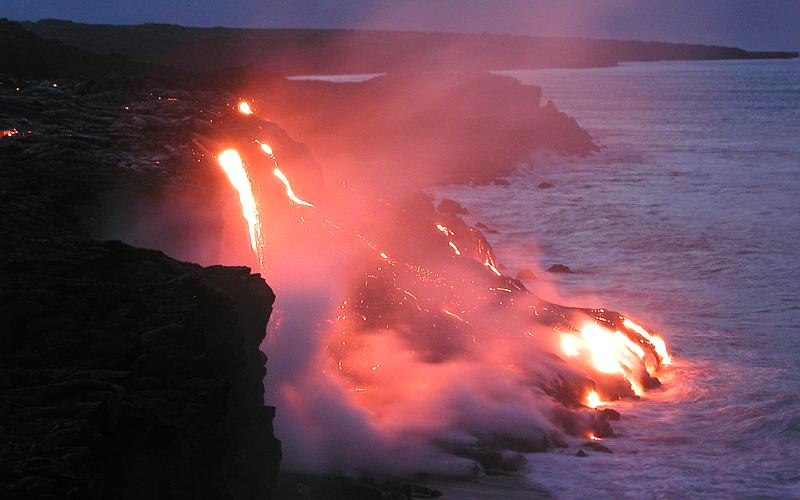
Creació d'un delta volcànic per una erupció del Kilauea, Illa de Hawaii.

Un delta volcànic o delta de lava, de manera similar als deltes dels rius, es forma allà on hi ha prou fluxos de lava que entren en masses d’aigua. La lava es refreda i es trenca a mesura que topa amb l’aigua, amb els fragments resultants que omplen la topografia del fons marí adjacent de manera que el flux es pugui moure encara més endavant de la costa creada. Els deltes de lava s'associen generalment a un vulcanisme basàltic de tipus efusiu a gran escala.

## Formació
Quan un flux de lava subaèria arriba a l’oceà (o a una altra gran massa d’aigua), el contacte amb l’aigua provoca un refredament ràpid de la lava i explosions de vapor que la fragmenten. Els fragments trencadissos que es formen, coneguts com a hialoclastites, cauen fins al fons marí formant un llit marí prefigurat. A mesura que la topografia del fons marí s'omple, el flux subaeri és capaç d’acumular-se. El procés continua mentre es manté el subministrament de lava, creant un banc de lava. Un banc de lava és una forma de relleu volcànica amb una superfície horitzontal elevada per sobre del nivell de la zona circumdant. Les illes hawaianes són un exemple de terra que es va formar d’aquesta manera, i la illa de Hawai actualment encara està en expansió a causa dels bancs de lava. El volcà Kilauea allibera lava que flueix pel pendent del volcà i, finalment, es troba amb l'oceà; aquest flux de lava s'endureix quan entra en contacte amb l’aigua significativament més freda de l’oceà i forma un banc de lava inestable. Finalment, quan el material sota el banc de lava s'estabilitza, es converteix en un terreny estable que s'ha afegit a l'illa.
La majoria dels deltes volcànics estan formats per una capa viscosa relativament baixa i la lava arriba al mar mitjançant un sistema de petits tubs de lava, la seva entrada a l'aigua està marcada per una sèrie de plomalls de vapor.

## Perills

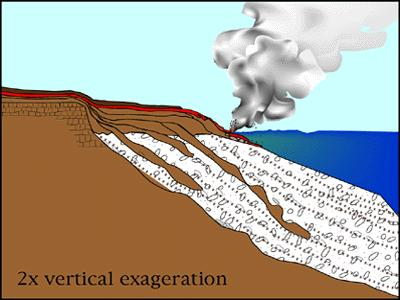
Esquema de la formació del delta volcànic de la USGS

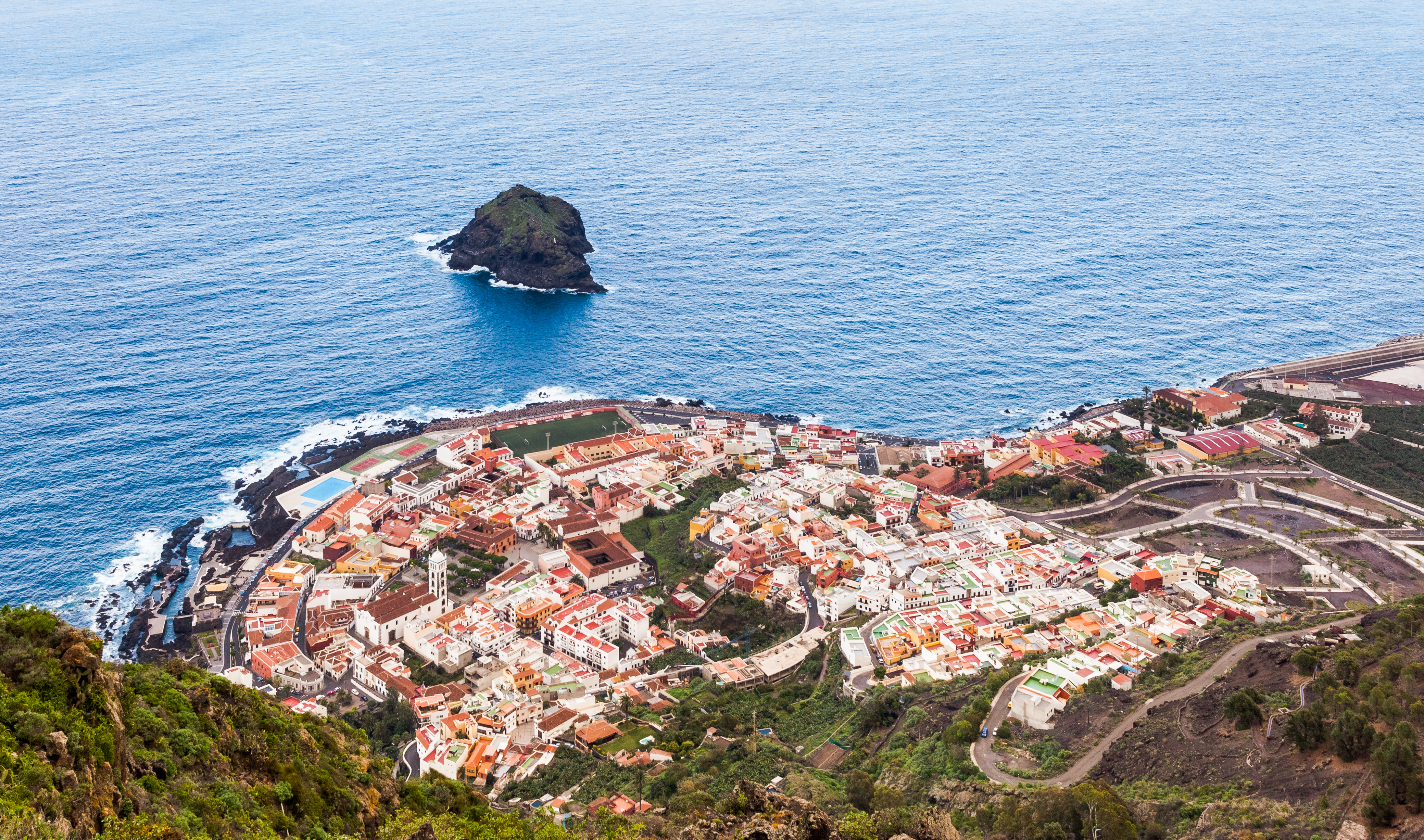
La ciutat de Garachico, a Tenerife, construïda sobre un delta volcànic format durant l'erupció de 1706

El col·lapse de la part frontal dels deltes de lava és freqüent durant la seva formació, cosa que representa un perill per a qualsevol persona que estigui observant des d’una part solidificada del delta i aquestes zones normalment es marquen com a perilloses. Si un banc de lava de nova formació descansa sobre sediments, pot suposar perills a causa de la seva estructura extremadament inestable. Sovint, aquests bancs són tan inestables que col·lapsen al mar, exposant l’aigua a la lava calenta que hi ha a l’interior del banc i alliberant hectàrees de roca a l’oceà. Quan la lava calenta impacta contra l’aigua, les violentes explosions de vapor poden disparar roques grans i lava fosa fins a 90 metres cap a l’interior. Aquests col·lapses són extremadament perillosos perquè poden passar sense previ avís, i qualsevol persona o element que hi sigui al banc quedarà atrapada en el col·lapse.
Les persones que es troben massa a prop de la vora d’un delta actiu no només corren el risc de ser llançades a l’aigua, sinó de les explosions de vapor i dels núvols àcids (boirina de lava) que l’acompanyen com a conseqüència del col·lapse quan l’aigua de mar entra en contacte amb el sistema de tubs de lava actiu.

## Utilització
A les illes volcàniques de costats escarpats, els deltes de lava són llocs atractius per construir i molts pobles i ciutats es troben als antics deltes volcànics, com Garachico a Tenerife.